# Бріттані Махоумс
Бріттані Лінн Махоумс (уродж. Метьюз; нар. 31 серпня 1995) — співвласниця американської спортивної команди та колишня футболістка, яка грала на позиції нападника. Вона є співвласницею Kansas City Current, команди американської професійної Національної жіночої футбольної ліги (NWSL).
Вона одружена з захисником Канзас-Сіті Чіфс Патріком Махоумсом.

## Раннє життя
Махоумс відвідував середню школу Whitehouse у Вайтхаусі, штат Техас. Досвідчена футболістка, на останньому курсі навчання вона була названа MVP WHS Offensive і була форвардом All-East Texas з 22 голами та п'ятьма асистами.

## Ігрова кар'єра

### Студентська кар'єра
Махоумс не очікувала грати в університетський футбол після закінчення середньої школи, але грала в Університеті Техасу в Тайлері за жіночу футбольну команду Texas–Tyler Patriots після розмови з гравцями, яких вона там знала. У Texas-Tyler Махоумс возз'єдналася з товаришем по команді з середньої школи Whitehouse Честлі Строзером, який залучив її до UT Tyler.
У 2014 і 2015 роках «Патріотс» були запрошені на жіночий футбольний чемпіонат NCAA Division III, програвши « Трініті Університет Тайгерс» у першому раунді 2014 року та зігравши внічию 1–1 проти «Трініті» у першому раунді 2015 року після додаткового часу. Попри те, що Махомес забив з пенальті в наступній серії пенальті, «Пейтріотс» програли серію з рахунком 3–4.
13 жовтня 2016 року Махоумс став першим гравцем в історії програми, який зробив три хет-трики як за сезон, так і за кар'єру; вона закінчила сезон з чотирма. Станом на  2023 78 загальних очок Махоумса, 31 гол і 111 ударів по воротах були другим гравцем в історії Техас-Тайлера, поступаючись лише Стротеру за очками. Її 40 очок і 18 голів під час основного сезону 2016 року були рекордами програми одного сезону, а її матчі з семи очок 17 вересня 2016 року та 15 жовтня 2016 року були рекордами програми одного матчу. Вона закінчила Texas-Tyler зі ступенем бакалавра кінезіології.

### Клубна кар'єра
У травні 2017 року Махомес підписав контракт з ісландським клубом «Афтурелдінг/Фрам», який виступав у третьому рівні 2. deild kvenna. Строзер, її товариш по команді Whitehouse High і Texas-Tyler, вже підписав контракт з іншою командою ліги. Махоумс приєдналася до команди в липні і забила два голи в п'яти матчах за свій єдиний сезон, а Afturelding/Fram виграв лігу та заслужив підвищення до 1. deild kvenna. Після сезону клуб не продовжив новий контракт з Махомесом.

## Підприємливість

### Персональні тренування
Махоумс пішла з футболу у 2017 році, переїхала до Канзас-Сіті, де жив її тодішній хлопець Патрік Махоумс, і стала сертифікованим фітнес-тренером. Навчаючись у коледжі, Бріттані стажувалась у Боббі Страупа, який згодом став давнім особистим тренером Патріка Махомса. Під час глобальної пандемії COVID-19 2020 року Бріттані регулярно замінювала Строуп, розробляючи тренування для свого хлопця. Бріттані Махоумс також заснувала бренд тренувань Brittany Lynne Fitness, онлайн-сервіс, який вона рекламує як впливова особа в соціальних мережах.

### Власність клубу
7 грудня 2020 року Національна жіноча футбольна ліга призначила команду розширення групі власників, у тому числі Махомес. Клуб, спочатку названий «Канзас-Сіті NWSL», взяв на себе контракти гравців і драфт-вибір ФК «Юта Роялз», фактично перемістивши команду. У жовтні 2021 року Махоумс оголосив про ребрендинг команди на Kansas City Current і плани побудувати стадіон для команди в парку Berkley Riverfront у Канзас-Сіті, штат Міссурі. Вона брала участь у церемонії закладення каменю в жовтні 2022 року. Усе це вона змогла зробити завдяки фінансовій допомозі свого чоловіка Патріка Махомеса.

## Особисте життя
У 2022 році Махоумс вийшла заміж за захисника НФЛ Патріка Махоума, з яким зустрічалася ще зі школи. У них двоє дітей, дочка і син.12 липня 2024 року через свій обліковий запис у соцмережі Instagram пара оголосила, що чекає третю дитину. Пізніше Патрік приєднався до неї як міноритарний власник Kansas City Current.
У вересні 2017 року Махоумс висловився про тодішнього президента Дональда Трампа, сказавши, що той «образив надто багато людей».
У серпні 2024 року Махоумс викликала суперечку в соціальних мережах через те, що вона поставила лайки в Instagram допису колишнього президента США Трампа, який описував платформу GOP 2024. Махоумс розкритикувала «ненависників» після негативної реакції на її допис і супроводжувала його дописом в Instagram від проповідника, на ім'я Шейн Пруітт, який сказав: «Всупереч тону сьогоднішнього світу… Ви можете не погоджуватися з кимось і все одно любити їх. Ви маєте різні погляди, і все одно будьте добрими».

## Досягнення
Афтурельдінг / Фрам
- 2. Деілд квенна : 2017